# 30minutes鬼
『30minutes鬼』（サーティーミニッツハイパー）は、2005年にテレビ東京系列で放送されたワンシチュエーションコメディ。

## 概要
様々な30分に焦点を当て、一話完結で描いていく。毎回変わるゲストも見所。
『30minutes』の2期。

## キャスト

### レギュラー
- バナナマン（日村勇紀・設楽統）
- おぎやはぎ（小木博明・矢作兼）
- 荒川良々

### ゲスト
- 麻生祐未（♯1）
- 山口紗弥加 （♯2）
- 矢沢心（♯3）
- 真木よう子（♯5）
- 池脇千鶴（♯6）
- いとうあいこ（♯7）
- 小島聖（♯9）
- 市川実和子（♯10）
- 遠藤憲一（♯11）
- 片瀬那奈（♯12）

## 主題歌
- GRAPEVINE「アダバナ」

## サブタイトル
| 放送回 | サブタイトル                 | 脚本     | 演出     | 放送日        |
| ------ | ---------------------------- | -------- | -------- | ------------- |
| #1     | メル友さん、こんにちは       | オークラ | 大根仁   | 2005年 7月8日 |
| #2     | Wプレゼン                    | オークラ | 大根仁   | 7月15日       |
| #3     | コインランドリーの大攻防     | オークラ | 大根仁   | 7月22日       |
| #4     | 文部科学省校内暴力監査委員会 | オークラ | 大根仁   | 7月29日       |
| #5     | のっぽのサリー               | オークラ | 岡宗秀吾 | 8月5日        |
| #6     | 蒸し暑い夜の出来事           | オークラ | 岡宗秀吾 | 8月12日       |
| #7     | スペシャルゲスト             | オークラ | 岡宗秀吾 | 8月19日       |
| #8     | 地球滅亡のお知らせ           | オークラ | 岡宗秀吾 | 8月26日       |
| #9     | 突撃!あさま荘                | 赤堀雅秋 | 大根仁   | 9月2日        |
| #10    | プロポーズ                   | オークラ | 大根仁   | 9月9日        |
| #11    | ヒカル                       | 三浦大輔 | 大根仁   | 9月16日       |
| #12    | 残り夏                       | オークラ | 大根仁   | 9月23日       |

## DVD
- 30 minutes 鬼 DVD-BOX I（2005年12月22日）
- 30 minutes 鬼 DVD-BOX II（2006年1月27日）
- 30 minutes 鬼 DVD-BOX III（2006年2月24日）